# Алексійо-Тенгінська
Алексійо-Тенгінська — станиця в Тбіліському районі Краснодарського краю. Центр Алексійо-Тенгінського сільського поселення.
Станиця розташована у верхів'ях річки Середній Зеленчук (ліва притока Кубані), за 16 км південніше станиці Тбіліської, де знаходиться найближча залізнична станція.

## Адміністративний поділ
До складу Алексєє-Тенгінського сільського поселення крім станиці Алексійо-Тенгінська входять також:
- хутір Верхній
- хутір Причтовий
- хутір Середній